# Église Saint-Julien de Lunegarde
L'église Saint-Julien de Lunegarde est une église catholique située à Lunegarde, en France.

## Localisation
L'église est située dans le département français du Lot sur le territoire de la commune de Lunegarde.

## Historique
L'église de Lunegarde appartenait à l'abbaye de Marcilhac dont le chantre était prieur de Lunegarde.
L'état le plus ancien du bâtiment doit dater de la fin du XIIe siècle ou de la première moitié du XIIIe siècle. À la suite de la guerre de Cent Ans, l'église a été en grande partie reconstruite, la nef et l'abside surélevées pour servir de refuge. 
La voûte de l'abside peut dater de la fin du XVe siècle ou du début du XVIe siècle, peu avant la réalisation du décor peint.
Les deux chapelles sont plus tardives même si leurs nervures et clefs de voûte sont semblables à celles de l'abside. La chapelle sud a été construite ensuite car la bretèche devait protéger une porte qui a disparu. Les chapelles peuvent dater de la fin du XVIe siècle ou du début du XVIIe siècle.
Le portail ouest doit dater du XIXe siècle.
L'édifice a été inscrit au titre des monuments historiques le 27 février 1991.
Plusieurs objets sont référencés dans la base Palissy.

## Décor
L'église possède des peintures murales du début du XVIe siècle qui avaient été décelées en 1980 par des sondages. La dépose du retable occupant le fond de l'abside, en 1990, a permis les mises au jour du chevet. Ces peintures ont été entièrement mises au jour et restaurées en 1993-1994. Les petites lacunes ont été restaurées avec un traitement a tratteggio.
Ces peintures sur les murs et la voûte du chevet représentent un cycle de l'Enfance du Christ avec une figure du Christ en Majesté entouré des symboles des évangélistes. Le programme est complété par des figures de saints qui sont des témoins de l'humanité du Christ et de son incarnation.
Les particularités stylistiques de ces peintures peuvent les rapprocher de celles du chevet de l'église Sainte-Marie-Madeleine de Soulomès et des fragments subsistant sur le mur ouest de celle de Bouyssou.

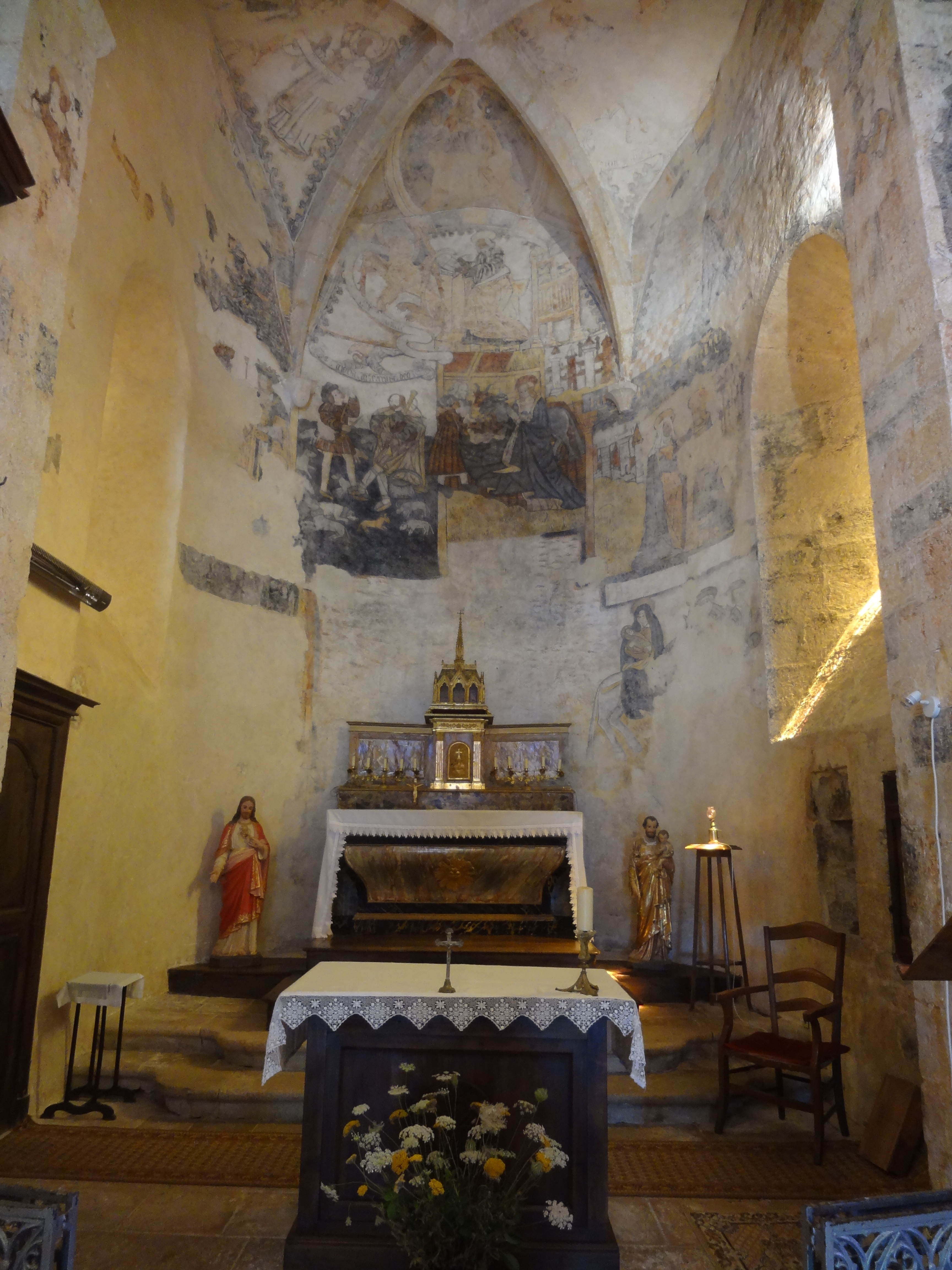
Peintures murales du chœur.
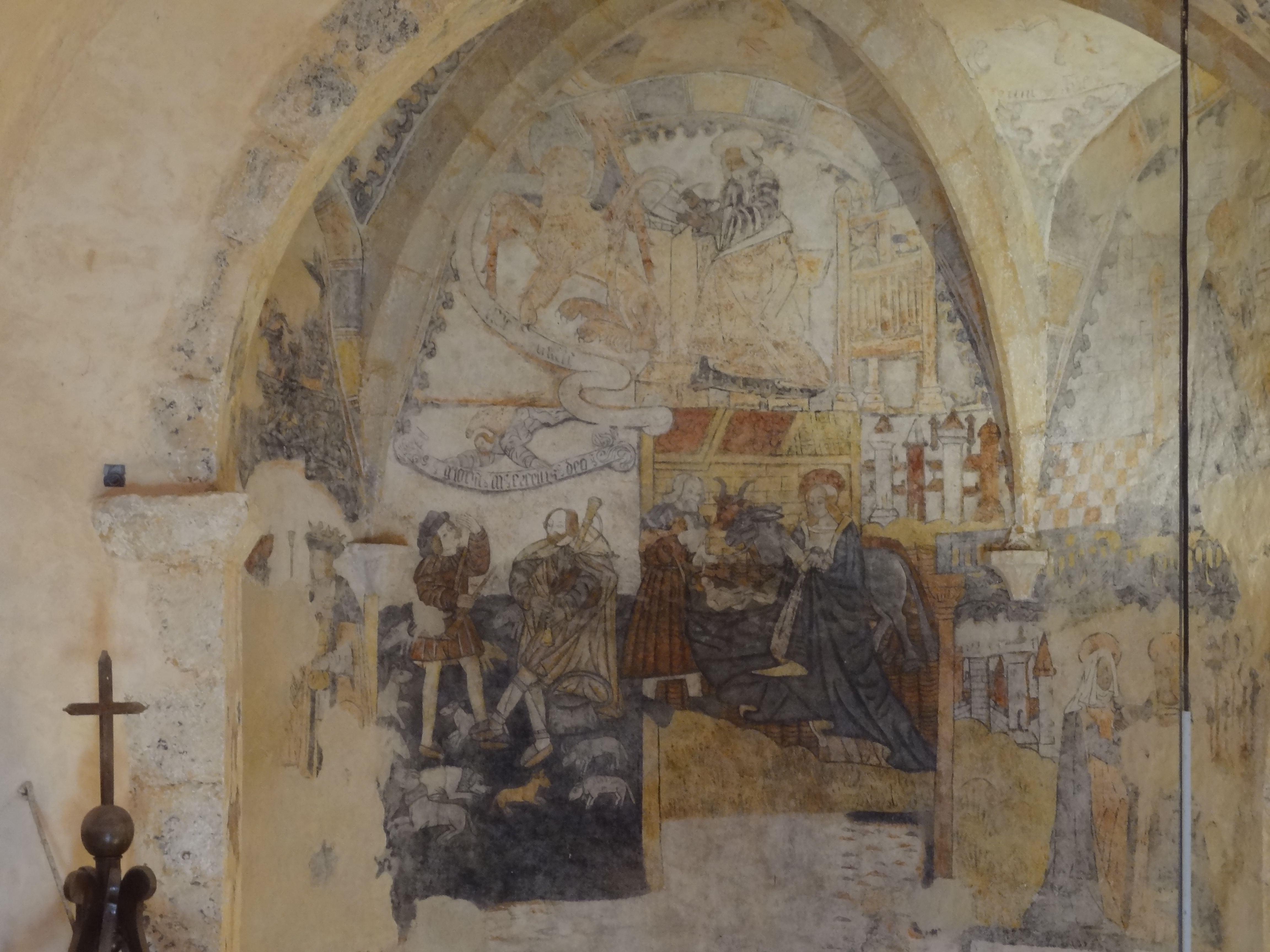
Nativité, annonce aux bergers, symboles des évangélistes.

## Mobilier
L'église possède plusieurs retables du 4e quart du XVIIe siècle classés à titre d'objet,.
L'église abritait une sainte relique, le saint bandeau, une bande de toile qui aurait couvert les yeux du Christ alors qu'on le fouettait dans la maison de Caïphe, donnée par Charlemagne à l'abbaye de Marcilhac. Cette relique a été déplacée de Marcilhac à Lunegarde, peut-être avant 1486 d'après Les petits Bollandistes, ou, plus probablement, au moment de la mise à sac de l'abbaye par les protestants. Cette relique a été déposée dans une châsse en cuivre doré et émaillé du XIIIe siècle, qui a été classée à titre d'objet. Cette châsse se voit aujourd'hui au musée d'art sacré Francis-Poulenc de Rocamadour.

## Vêtements liturgiques
L'église abrite une collection de vêtements liturgiques.

## Vitraux
Les vitraux sont signés et datés Echaniz, peintre verrier toulousain, 1975.

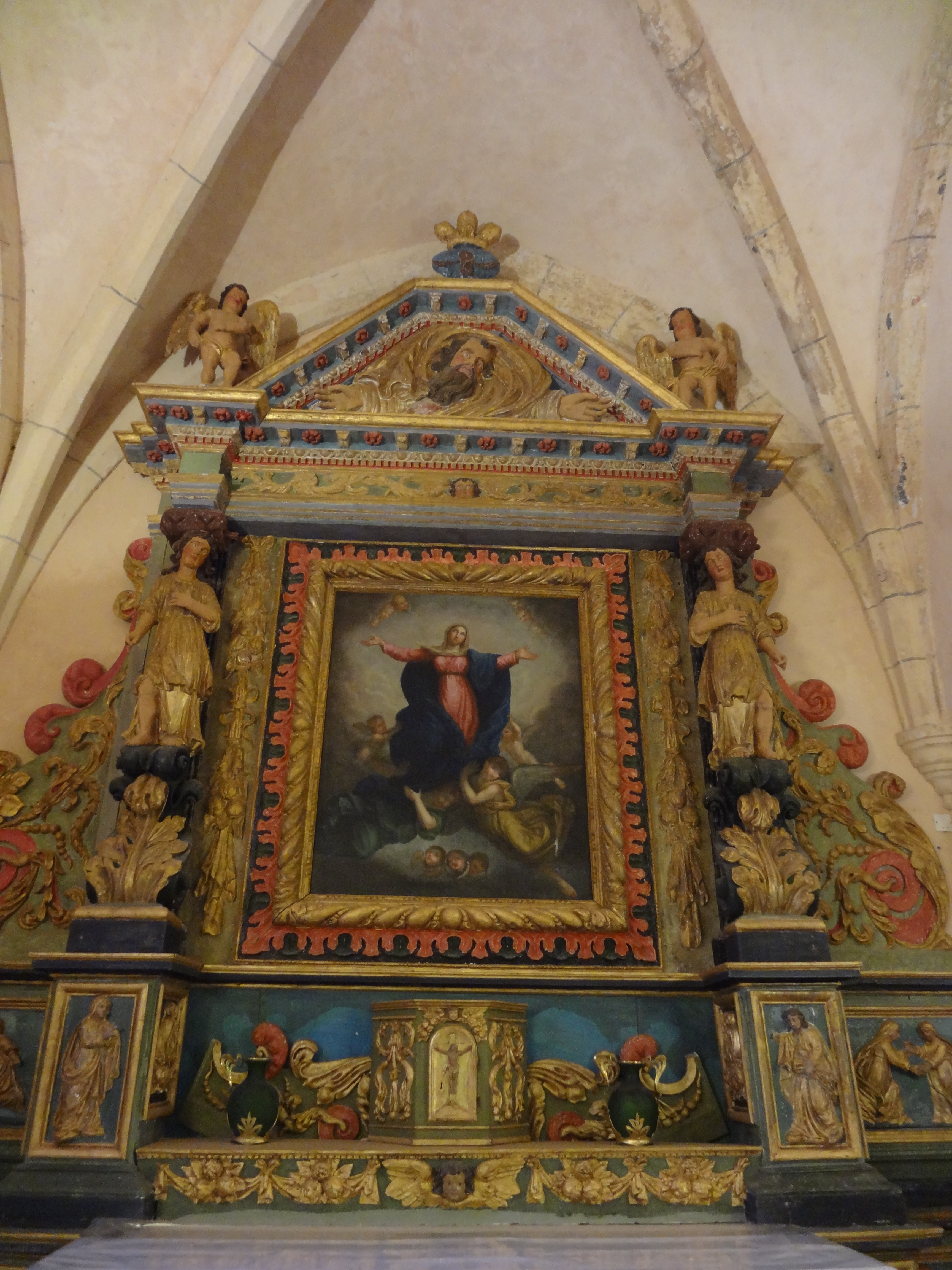
Retable de l'Assomption.
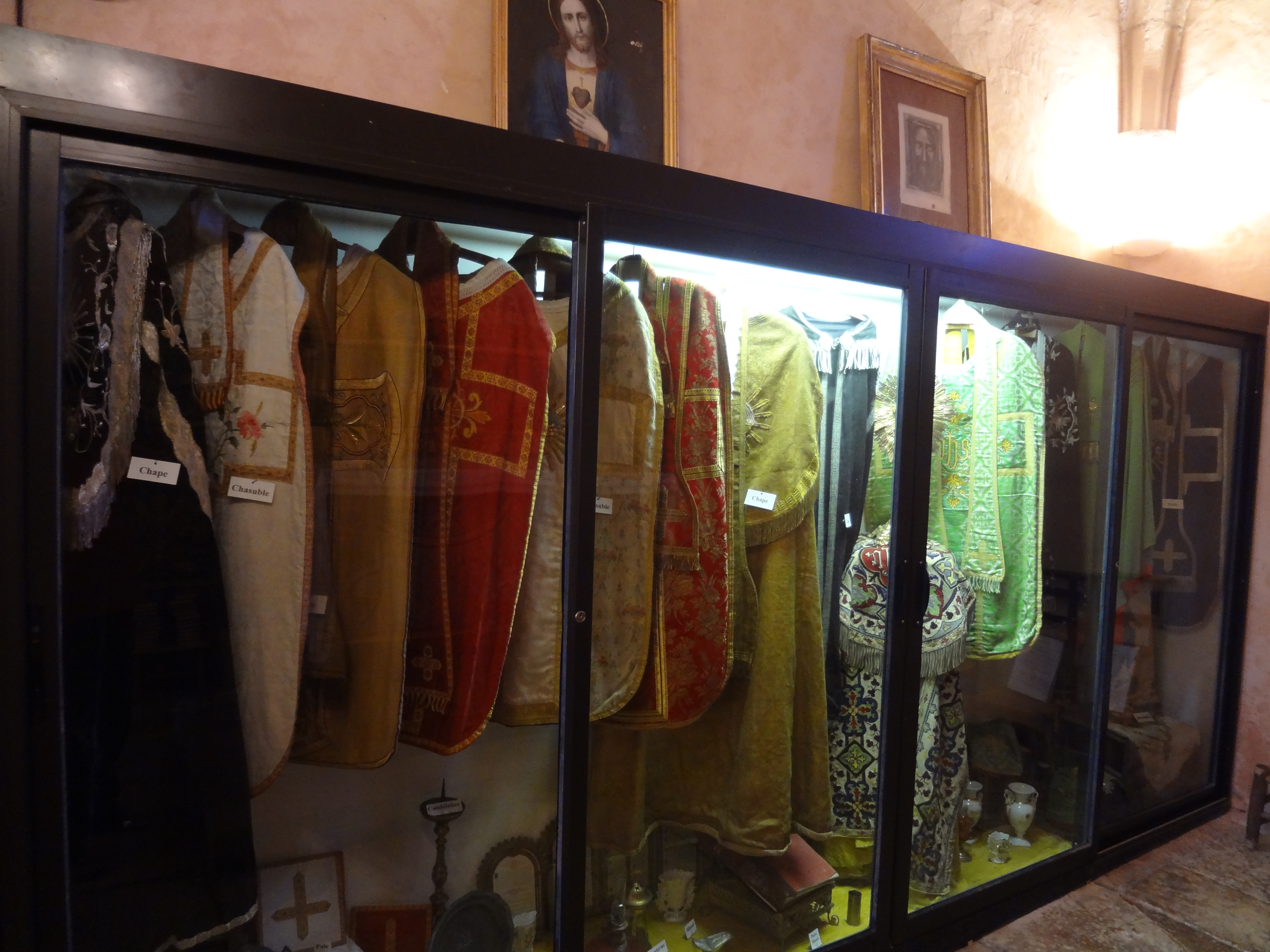
Vêtements liturgiques.